# Paul Modrich
Paul Modrich, född 13 juni 1946 i Raton, New Mexico, är en amerikansk forskare. 2015 tilldelades han Nobelpriset i kemi tillsammans med Aziz Sancar och Tomas Lindahl för "mekanistiska studier av DNA-reparation".
Modrich blev filosofie doktor 1973 vid Stanford University. Han är professor i biokemi och mismatch repair vid Duke University School of Medicine i Durham, North Carolina.